# Železniční stanice Cholon Wolfson
Železniční stanice Cholon Wolfson (hebrejsky תחנת הרכבת חולון – וולפסון, Tachanat ha-rakevet Cholon Wolfson) je železniční stanice na železniční trati Tel Aviv – Bnej Darom v Izraeli.
Byla otevřena 25. září 2011 jako jedna z pěti stanic na nové železniční trati vybíhající do jihozápadní části aglomerace Tel Avivu. Leží ve středovém pásu dálnice číslo 20, na pomezí jižního okraje města Tel Aviv (čtvrti Neve Ofer a Giv'at ha-Temarim) a severního okraje města Cholon, poblíž komplexu Wolfsonovy nemocnice.
Je obsluhována autobusovými linkami společnosti Egged a Dan Bus Company. Jsou tu k dispozici prodejní stánky, nápojové automaty a veřejný telefon.